# Raúl González Rodríguez
Raúl González Rodríguez (* 29. února 1952) je bývalý mexický atlet, chodec, olympijský vítěz na 50 km chůze z roku 1984.

## Sportovní kariéra
Ve dvaceti letech startoval na olympiádě v Mnichově, kde v závodě na 50 km chůze došel do cíle dvacátý. O čtyři roky později v Montrealu se v olympijském závodě na 20 km chůze umístil na pátém místě. V roce 1978 vytvořil světový rekord na 50 km chůze časem 3:41:20.
Na olympiádě v Moskvě v roce 1980 startoval v chodeckých závodech na 20 km i 50 km. Na kratší trati skončil šestý, delší trať nedokončil. Při premiéře světového šampionátu v Helsinkách obsadil 9. místo na 20 km chůze a 5. místo na 50 km chůze.
Největší úspěch se mu podařil na olympiádě v Los Angeles v roce 1984: zvítězil v závodě na 50 km chůze a vybojoval stříbrnou medaili v závodě na 20 km chůze.